# أحمد بن حسن النحوي
أحمد بن حسن الحلي الشهير بـالنحوي (؟ - 1769) لغوي وشاعر عراقي في القرن 18 م/ 12 هـ. ولد في الحلة ونشأ بها ثم درس في كربلاء على يد نصر الله الحائري ثم في النجف وتتلمذ على يد محيي الدين الطريحي ومحمد مهدي بحر العلوم ثم عاد إلى الحلة فبقي فيها حتى وفاته ودفن في النجف. تنوّعت مؤلفاته بين النثر والشعر منها ديوانه وشرح المقصورة الدُّريديّة والمقدّمة الفرزدقية في التّخميس.

## سيرته
ولد أبو الرضا أحمد بن حسن بن علي الخواجة النحوي الحلي النجفي في الحلة (لم يذكر أصحاب التراجم سنة معينة لمولده) وتخرج على علمائها.وآل النحوي بيت من بيوت العلم والأدب نبغ منهم في أوائل القرن الثالث عشر في النجف غير واحد. هاجر إلى كربلاء لطلب العلم فتلمذ على نصر الله الحائري ثم في النجف وتتلمذ على محيي الدين الطريحي ومحمد مهدي بحر العلوم ثم عاد إلى الحلة.

أصبح من أئمّة الأدب وكبار العلماء في عصره، وبرع في الشريعة وبلغ في علم النحو، وكان شاعراً مجيداً ومع شاعريّته كان يحترف الخياطة في بدايات أمره، فعرف بالخياط، هاجر في أول عهده من النجف إلى كربلاء لطلب العلم فدرس على نصر الله الحائري، وبعد أن توفي أستاذه عاد إلى النجف حيث بقي زمناً فيها، ثم اختار الحلة سكناً فبقي فيها إلى آخر عمره حتى توفي بها سنة 1183 هـ / 1769 م ودفن في النجف. ورثاه السيد محمد زيني بقصيدة مؤرخاً فيها عام وفاته مطلعها :أرأيت شمل الدين كيف يبدد/ومصائب الآداب كيف تجدد.

## شعره
شعره يمتاز بالعمق في طرحه لأفكاره ومواضيعه، يطغى عليه اتّجاهه الفلسفي والفكري، سريع البداهة، قويُّ الذهن، شديد الحفظ، ومن أشعاره يبدو ميله إلى المنطق جليّاً كما يقول محمد صادق الكرباسي. وله غزل ومديح ورثاء كبير وله في الحسين بن العلي وفي غيره من الأئمة الاثنا عشر مراث ومدائح كثيرة.

## مؤلفاته
- أرجوزة في علم البلاغة
- جذوة الغرام ومزنة الانسجام
- ديوان شعر
- شرح المقصورة الدريدية

وله قصيدة مخمسة طويلة في وصف تذهيب قبة العتبة العلوية مؤرخا عام التذهيب.

## حياته شخصية
خلف ثلاثة أولاد كلهم علماء شعراء أدباء مشهورون وهم : محمد رضا وحسن وهادي (متوفي عام 1819).